# Östasiatiska mästerskapet i fotboll för damer 2017
Östasiatiska mästerskapet i fotboll för damer 2017 var det sjätte östasiatiska mästerskapet för damer och avgjordes i Japan mellan 8 och 15 december 2017.

## Gruppspel

### Tabell
| Nr | Lag       | S | V | O | F | GM | IM | MS | P |
| -- | --------- | - | - | - | - | -- | -- | -- | - |
| 1  | Nordkorea | 3 | 3 | 0 | 0 | 5  | 0  | +5 | 9 |
| 2  | Japan     | 3 | 2 | 0 | 1 | 4  | 4  | 0  | 6 |
| 3  | Kina      | 3 | 1 | 0 | 2 | 3  | 4  | −1 | 3 |
| 4  | Sydkorea  | 3 | 0 | 0 | 3 | 3  | 7  | −4 | 0 |

### Matcher
| 1           | 8 december 2017 | Kina | 0 – 2           | Nordkorea           | Fukuda Denshi Arena                                   |                                                       |
| 16:10 UTC+9 | 16:10 UTC+9     |      | (0 – 1) Rapport | 24′, 78′ Kim Yun-mi | Chiba Publik: 1 201 Domare: Thein Thein Aye (Myanmar) | Chiba Publik: 1 201 Domare: Thein Thein Aye (Myanmar) |
| 16:10 UTC+9 | 16:10 UTC+9     |      |                 |                     | Chiba Publik: 1 201 Domare: Thein Thein Aye (Myanmar) | Chiba Publik: 1 201 Domare: Thein Thein Aye (Myanmar) |
| 16:10 UTC+9 | 16:10 UTC+9     |      |                 |                     | Chiba Publik: 1 201 Domare: Thein Thein Aye (Myanmar) | Chiba Publik: 1 201 Domare: Thein Thein Aye (Myanmar) |

| 2           | 8 december 2017 | Japan                                             | 3 – 2           | Sydkorea                                | Fukuda Denshi Arena                                    |                                                        |
| 18:55 UTC+9 | 18:55 UTC+9     | Mina Tanaka 8′ Emi Nakajima 71′ Mana Iwabuchi 83′ | (1 – 1) Rapport | 14′ (str.) Cho So-hyun 80′ Han Chae-rin | Chiba Publik: 3 080 Domare: Kate Jacewicz (Australien) | Chiba Publik: 3 080 Domare: Kate Jacewicz (Australien) |
| 18:55 UTC+9 | 18:55 UTC+9     |                                                   |                 |                                         | Chiba Publik: 3 080 Domare: Kate Jacewicz (Australien) | Chiba Publik: 3 080 Domare: Kate Jacewicz (Australien) |
| 18:55 UTC+9 | 18:55 UTC+9     |                                                   |                 |                                         | Chiba Publik: 3 080 Domare: Kate Jacewicz (Australien) | Chiba Publik: 3 080 Domare: Kate Jacewicz (Australien) |

| 3           | 11 december 2017 | Nordkorea      | 1 – 0           | Sydkorea | Fukuda Denshi Arena                               |                                                   |
| 16:10 UTC+9 | 16:10 UTC+9      | Kim Yun-mi 18′ | (1 – 0) Rapport |          | Chiba Publik: 1 514 Domare: Mahsa Ghorbani (Iran) | Chiba Publik: 1 514 Domare: Mahsa Ghorbani (Iran) |
| 16:10 UTC+9 | 16:10 UTC+9      |                |                 |          | Chiba Publik: 1 514 Domare: Mahsa Ghorbani (Iran) | Chiba Publik: 1 514 Domare: Mahsa Ghorbani (Iran) |
| 16:10 UTC+9 | 16:10 UTC+9      |                |                 |          | Chiba Publik: 1 514 Domare: Mahsa Ghorbani (Iran) | Chiba Publik: 1 514 Domare: Mahsa Ghorbani (Iran) |

| 4           | 11 december 2017 | Japan           | 1 – 0           | Kina | Fukuda Denshi Arena                                 |                                                     |
| 18:55 UTC+9 | 18:55 UTC+9      | Mina Tanaka 20′ | (1 – 0) Rapport |      | Chiba Publik: 3 163 Domare: Công Thị Dung (Vietnam) | Chiba Publik: 3 163 Domare: Công Thị Dung (Vietnam) |
| 18:55 UTC+9 | 18:55 UTC+9      |                 |                 |      | Chiba Publik: 3 163 Domare: Công Thị Dung (Vietnam) | Chiba Publik: 3 163 Domare: Công Thị Dung (Vietnam) |
| 18:55 UTC+9 | 18:55 UTC+9      |                 |                 |      | Chiba Publik: 3 163 Domare: Công Thị Dung (Vietnam) | Chiba Publik: 3 163 Domare: Công Thị Dung (Vietnam) |

| 5           | 15 december 2017 | Sydkorea                                                | 1 – 3           | Kina           | Fukuda Denshi Arena                                     |                                                         |
| 16:10 UTC+9 | 16:10 UTC+9      | Wang Shanshan 18′ Kim Do-yeon 35′ (sjm.) Ren Guixin 90′ | (2 – 0) Rapport | 85′ Kang Yu-mi | Chiba Publik: 950 Domare: Edita Mirabidova (Uzbekistan) | Chiba Publik: 950 Domare: Edita Mirabidova (Uzbekistan) |
| 16:10 UTC+9 | 16:10 UTC+9      |                                                         |                 |                | Chiba Publik: 950 Domare: Edita Mirabidova (Uzbekistan) | Chiba Publik: 950 Domare: Edita Mirabidova (Uzbekistan) |
| 16:10 UTC+9 | 16:10 UTC+9      |                                                         |                 |                | Chiba Publik: 950 Domare: Edita Mirabidova (Uzbekistan) | Chiba Publik: 950 Domare: Edita Mirabidova (Uzbekistan) |

| 6           | 15 december 2017 | Japan | 0 – 2           | Nordkorea                       | Fukuda Denshi Arena                                    |                                                        |
| 18:55 UTC+9 | 18:55 UTC+9      |       | (0 – 0) Rapport | 65′ Kim Yun-mi 82′ Ri Hyang-sim | Chiba Publik: 5 227 Domare: Kate Jacewicz (Australien) | Chiba Publik: 5 227 Domare: Kate Jacewicz (Australien) |
| 18:55 UTC+9 | 18:55 UTC+9      |       |                 |                                 | Chiba Publik: 5 227 Domare: Kate Jacewicz (Australien) | Chiba Publik: 5 227 Domare: Kate Jacewicz (Australien) |
| 18:55 UTC+9 | 18:55 UTC+9      |       |                 |                                 | Chiba Publik: 5 227 Domare: Kate Jacewicz (Australien) | Chiba Publik: 5 227 Domare: Kate Jacewicz (Australien) |